# Prospalta dinawa
Prospalta dinawa är en fjärilsart som beskrevs av Bethune-Baker 1906. Prospalta dinawa ingår i släktet Prospalta och familjen nattflyn. Inga underarter finns listade i Catalogue of Life.